# Millennium Estoril Open 2021
Il Millennium Estoril Open 2021 è stata la 31ª edizione del torneo precedentemente noto come Portugal Open, facente parte dell'ATP Tour 250 nell'ambito dell'ATP Tour 2021. L'evento si è giocato sulla terra rossa del Clube de Ténis do Estoril a Cascais in Portogallo, dal 26 aprile al 2 maggio 2021.

## Partecipanti

### Teste di serie
| Nazione    | Giocatore                   | Ranking* | Testa di serie |
| ---------- | --------------------------- | -------- | -------------- |
| Canada     | Denis Shapovalov            | 14       | 1              |
| Cile       | Cristian Garín              | 22       | 2              |
| Francia    | Ugo Humbert                 | 31       | 3              |
| Giappone   | Kei Nishikori               | 39       | 4              |
| Kazakistan | Aleksandr Bublik            | 42       | 5              |
| Croazia    | Marin Čilić                 | 44       | 6              |
| Spagna     | Albert Ramos Viñolas        | 46       | 7              |
| Spagna     | Alejandro Davidovich Fokina | 48       | 8              |

* Ranking al 19 aprile 2021.

### Altri partecipanti
I seguenti giocatori hanno ricevuto una wild card per il tabellone principale:
- Kei Nishikori
- Denis Shapovalov
- João Sousa

I seguenti giocatori sono passati dalle qualificazioni:

- Jaume Munar
- Nuno Borges
- Carlos Alcaraz
- Pedro Martínez

### Ritiri
Prima del torneo
- Pablo Carreño Busta → sostituito da  Kevin Anderson
- Fabio Fognini → sostituito da  Pierre-Hugues Herbert
- Gaël Monfils → sostituito da  Marco Cecchinato
- Benoît Paire → sostituito da  Fernando Verdasco
- Diego Schwartzman → sostituito da  Juan Ignacio Londero

## Partecipanti al doppio

### Teste di serie
| Nazione     | Giocatore       | Nazione     | Giocatore              | Ranking* | Testa di serie |
| ----------- | --------------- | ----------- | ---------------------- | -------- | -------------- |
| Francia     | Fabrice Martin  | Francia     | Édouard Roger-Vasselin | 40       | 1              |
| Sudafrica   | Raven Klaasen   | Giappone    | Ben McLachlan          | 67       | 2              |
| Stati Uniti | Austin Krajicek | Austria     | Oliver Marach          | 70       | 3              |
| El Salvador | Marcelo Arévalo | Paesi Bassi | Matwé Middelkoop       | 93       | 1              |

* Ranking al 19 aprile 2021.

### Altri partecipanti
Le seguenti coppie hanno ricevuto una wildcard per il tabellone principale:

## Punti e montepremi
| Torneo          | V       | F       | SF      | QF     | 2T     | 1T     | Q    | Q2     | Q1     |
| Singolare       | 250     | 150     | 90      | 45     | 20     | 0      | 12   | 6      | 0      |
| Premi in denaro | €21 655 | €16 000 | €12 000 | €8 200 | €5 600 | €4 000 | N.D. | €2 050 | €1 130 |
| Doppio          | 250     | 150     | 90      | 45     | N.D.   | 0      | N.D. | N.D.   | N.D.   |
| Premi in denaro | €7 550  | €5 530  | €4 200  | €3 010 | N.D.   | €2 200 | N.D. | N.D.   | N.D.   |

## Campioni

### Singolare
Albert Ramos Viñolas ha sconfitto in finale  Cameron Norrie con il punteggio di 4-6, 6-3, 7-6(3).
- È il terzo titolo in carriera per Ramos-Viñolas, il primo della stagione.

### Doppio
Hugo Nys /  Tim Pütz hanno sconfitto in finale  Luke Bambridge /  Dominic Inglot con il punteggio di 7-5, 3-6, [10-3].